# Piraino
Piraino là một đô thị ở tỉnh Messina trong vùng Sicilia của Italia, có vị trí cách khoảng 130 km về phía đông của Palermo và vào khoảng 60 km về phía tây của Messina. Tại thời điểm ngày 31 tháng 12 năm 2004, đô thị này có dân số 3.857 người và diện tích là 17,2 km².
Đô thị Piraino có các frazioni (các đơn vị cấp dưới, chủ yếu là các làng) Calanovella, Fiumara, Gliaca, Lacco, Leomandri, Merca, S.Arcangelo, S.Biagio, S.Costantino, S.Ignazio, S.Leonardo, Salinà, và Zappardino.
Piraino giáp các đô thị: Brolo, Gioiosa Marea, Sant'Angelo di Brolo.